# Siniša Mihajlović
Siniša Mihajlović (serbiska: Синиша Михајповић), född 20 februari 1969 i Vukovar i SR Kroatien i Jugoslavien (i nuvarande Kroatien), död 16 december 2022 i Rom i Italien, var en serbisk fotbollsspelare (försvarare) och tränare.

## Karriär
Mihajlović har spelat i klubbar som Vojvodina (Novi Sad), Röda Stjärnan, Sampdoria, AS Roma, SS Lazio och Inter och tränades av Sven-Göran Eriksson i Sampdoria och Lazio. Den hårt skjutande serben var en erkänt stark frisparksskytt vilket han gång på gång bevisade. Den 9 april 2006, i en bortamatch mot Ascoli Calcio, slog Mihajlović nytt rekord då han satte sitt 27:e frisparksmål i Serie A. I landslagssammanhang är han kanske mest känd för segermålet mot Iran i VM 1998. 
Mihajlović avslutade sin spelarkarriär 2006 för att bli assisterande tränare i Inter under Roberto Mancini 2006–2008. 
Serben fortsatte sedan att på egen hand sin tränarkarriär genom i Italien genom kontrakt med klubbar som Bologna, Catania, Fiorentina och Sampdoria. Under 2012–2013 hade han ett mellanspel som förbundskapten för Serbien. Sommaren 2015 presenterades Mihajlović som ny tränare för anrika AC Milan.
Mihajlović fick mindre smickrande rubriker för sin spottloska riktad mot Adrian Mutu i Champions League-matchen emellan Lazio och Chelsea den 4 november 2003..

## Privatliv och död
Mihajlović var gift med Arianna Rapaccioni, en italiensk före detta programledare, med vilken han hade fem barn; tre söner och två döttrar. Den 13 juli 2019 tillkännagav Mihajlović att han diagnosticerats med cancerformen leukemi, men valde trots detta att stanna kvar som tränare för Bologna. Han genomgick en stamcellstransplantation efter tre cykler av kemoterapi.
I oktober 2021 blev han farfar, efter att hans dotter Virginia fött en dotter. Fadern är Alessandro Vogliacco, som spelar för Genoa.
Mihajlović avled på en klinik i Rom den 16 december 2022, vid 53 års ålder. Två dagar senare hölls en minnesaudiens i Palazzo Senatorio med bl.a. premiärminister Giorgia Meloni närvarande, och han begravdes dagen efter i Rom. 